# 三菱電機システムサービス
三菱電機システムサービス株式会社（みつびしでんきシステムサービス）は、東京都世田谷区に本社を置く三菱電機グループのエンジニアリング・サービス会社。三菱電機グループ内ではSCといわれることが多い。インターネットのドメイン名は「melsc.co.jp」である。

## 概要
- 会社名 三菱電機システムサービス株式会社（Mitsubishi Electric System & Service Co., Ltd.）
- 設立 昭和37年4月
- 資本金 600,000,000円
- 沿革
1962年に株式会社三菱電機サービスセンターとして創立、1997年「三菱電機システムサービス株式会社」に社名変更
- 本社所在地 東京都世田谷区太子堂4-1-1 キャロットタワー20F